# Carlo Ginzburg

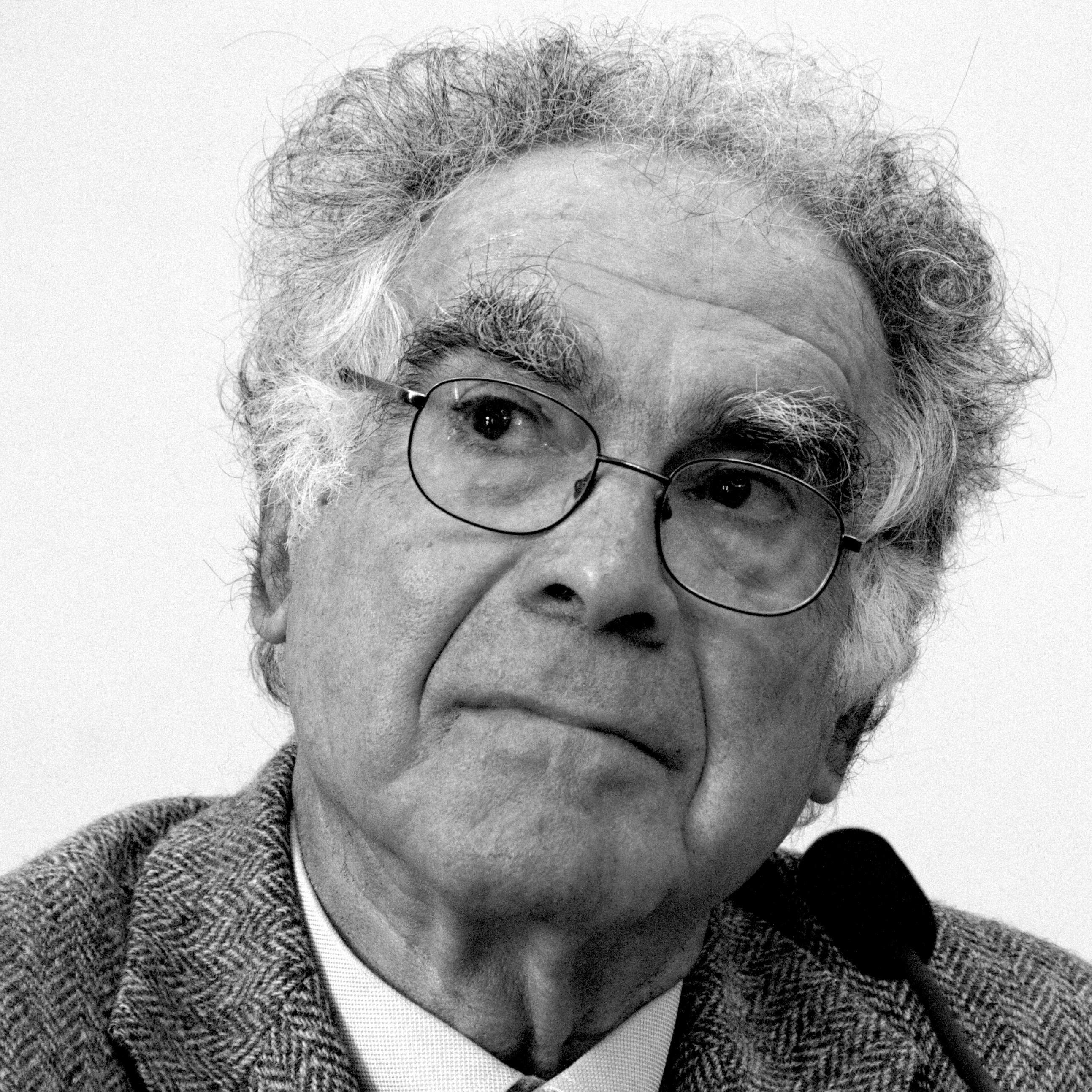
Carlo Ginzburg, 2013

Carlo Ginzburg (Turijn, 15 april 1939) is een Italiaanse cultuurhistoricus.
Ginzburg studeerde in 1961 af in Pisa en doceerde geschiedenis onder meer aan de universiteit van Bologna en de University of California in Los Angeles. Met andere Italiaanse historici schreef Ginzburg in 1979 een brief aan paus Johannes Paulus II met het verzoek de archieven van de inquisitie te openen. Dit verzoek werd, met vermelding van de brief van Ginzburg, in 1998 gehonoreerd door kardinaal Joseph Ratzinger (de latere paus Benedictus XVI), met dien verstande dat alleen 'gekwalificeerde onderzoekers' worden toegelaten.
Carlo Ginzburg is gespecialiseerd in de microgeschiedenis, de studie van vooral kleine, maar significante historische gebeurtenissen die verborgen zijn in de archieven. Het gaat dan bij Ginzburg vooral om ogenschijnlijk weinig spectaculaire voorvallen in de volkse onderlagen van de samenleving - afwijkende uitingen van volksreligiositeit, juridische processen, vermoedens van hekserij, verboden kennis en praktijken - die na het blootleggen van de details hun ogenschijnlijke onbeduidendheid verliezen en belangrijke mededelingen doen over cultuur en mentaliteit in een bepaalde periode uit het verleden. Ginzburgs studie De kaas en de wormen; het wereldbeeld van een zestiende-eeuwse molenaar uit 1976 is wereldberoemd geworden.
Carlo Ginzburg is de zoon van schrijfster Natalia Ginzburg en de slavist Leone Ginzburg.